# Peter Vandyke
Peter Vandyke, né en Hollande en 1729 et mort en 1799, est un peintre.

## Biographie
Né en Hollande en 1729, il arrive en Angleterre à l'invitation de Sir Joshua Reynolds pour l'aider à peindre des draperies et autres travaux similaires pour lui. Il est à Londres de 1762 à 1772. Il expose quelques tableaux à l' Incorporated Society of Artists en 1762 et 1764, et six portraits à la Free Society of Artists en 1767. Vers 1795-1796, il s'installe à Bristol et y exerce le métier de portraitiste. Il peint pour Joseph Cottle, l'éditeur, des portraits de Samuel Taylor Coleridge et Southey, qui se trouvent aujourd'hui à la National Portrait Gallery. Le portrait de Coleridge est gravé par R. Woodman. Peter Vandyke meurt en 1799.
Il a été déclaré, mais apparemment sans grand fondement, qu'il était lié par la famille à Sir Anthony Van Dyck. Il était peut-être apparenté au portraitiste Philip van Dijk.

#### Notices biographiques
- [Cust 1899] (en) Lionel Henry Cust, « Vandyke, Peter », dans Dictionary of National Biography, vol. 58, 1899 (lire sur Wikisource), p. 111-112.
- [Thieme et Becker 1914] (de) Ulrich Thieme et Felix Becker, « Dyke, Pieter van », dans Allgemeines Lexikon der Bildenden Künstler von der Antike bis zur Gegenwart, vol. 10, E. A. Seemann, 1914, 610 p. (lire en ligne), p. 276.
- [Peach] (en) Annette Peach, « Vandyke, Peter », dans Oxford Dictionary of National Biography (lire en ligne).

#### Autre livre
- [Paley 1999] (en) Morton D. Paley, « Catalogue », dans Portraits of Coleridge, 1999 (ISBN 9780198184690, lire en ligne), p. 129.